# Кужмара (Совєтський район)
Кужмара́ (рос. Кужмара, марій. Кужмарий) — село у складі Совєтського району Марій Ел, Росія. Адміністративний центр Кужмаринського сільського поселення.

## Населення
Населення — 391 особа (2010; 358 у 2002).
Національний склад (станом на 2002 рік):
- марі — 94 %